# Dick Vertlieb
Richard « Dick » Vertlieb (né le 7 octobre 1930 et mort le 5 décembre 2008) est un ancien dirigeant américain de basket-ball. Il fut le General Manager des Warriors de Golden State champions NBA en 1975 et fut nommé cette même année NBA Executive of the Year. Il fut également General Manager des Supersonics de Seattle et des Pacers de l'Indiana, ainsi que des Mariners de Seattle en Ligue majeure de baseball.
Vertlieb est né à Watts, Californie. Il est diplômé de l'université de la Californie méridionale. Il contribua à la fondation des Trail Blazers de Portland et des Supersonics de Seattle, devenant le premier GM de l'histoire des Sonics à l'aube de la saison 1967-1968. Lors de son passage à Seattle, il nomma Lenny Wilkens entraîneur et qui allait devenir l'entraîneur le plus victorieux de l'histoire de la NBA. Vertlieb rejoint ensuite Golden State, où il façonna un nouveau profil à l'équipe contribuant à obtenir le titre de champion NBA. Les Warriors retournèrent en Finale de Conférence l'année suivante, mais furent battus par les Suns de Phoenix, qui s'inclinèrent ensuite face aux Celtics de Boston en finale. Vertlieb revint par la suite à Seattle afin de devenir le premier GM des Mariners de Seattle en Ligue majeure de baseball en 1976. La dernière mission de Vertlieb en tant que GM eut lieu en 1981 avec les Pacers de l'Indiana. En 1995, il remplit une mission de consultant pour la nouvelle franchise d'expansion des Grizzlies de Memphis en NBA.
Il vit actuellement à Las Vegas (Nevada).